# Сикуа, Дерек
Дэвид Дерек Сикуа (англ. David Derek Sikua; род. 10 октября 1959, Гуадалканал, Соломоновы Острова) — премьер-министр государства Соломоновы Острова с 20 декабря 2007 по 25 августа 2010 года.
Занимал различные правительственные посты: младший секретарь министерства образования и развития людских ресурсов в апреле 1993 — феврале 1994 года, постоянный секретарь того же министерства в феврале 1994 — ноябре 1997 года, постоянный секретарь министерства лесов, окружающей среды и консервации в ноябре 1997 — январе 1998 года, постоянный секретарь со специальными полномочиями министерства образования с мая по 7 сентября 2003 года, постоянный секретарь того же министерства с 8 сентября 2003 до 31 декабря 2005 года.
В 2006 году избран в национальный парламент и стал министром образования в правительстве Манассе Согаваре, в ноябре 2007 года перешёл в оппозицию. 13 декабря 2007 года парламентский вотум недоверия правительству Согаваре привёл к избранию Сикуа на пост премьер-министра 20 декабря.